# Phaonia dissimilis
Phaonia dissimilis este o specie de muște din genul Phaonia, familia Muscidae, descrisă de Malloch în anul 1923.
Este endemică în Alaska. Conform Catalogue of Life specia Phaonia dissimilis nu are subspecii cunoscute.